# Maleise papegaaiduif
De Maleise papegaaiduif (Treron vernans) is een vogel uit de familie Columbidae (duiven).

## Verspreiding en leefgebied
Deze soort komt voor van Zuidoost-Azië tot de Filipijnen en Indonesië.